# Riker Lynch

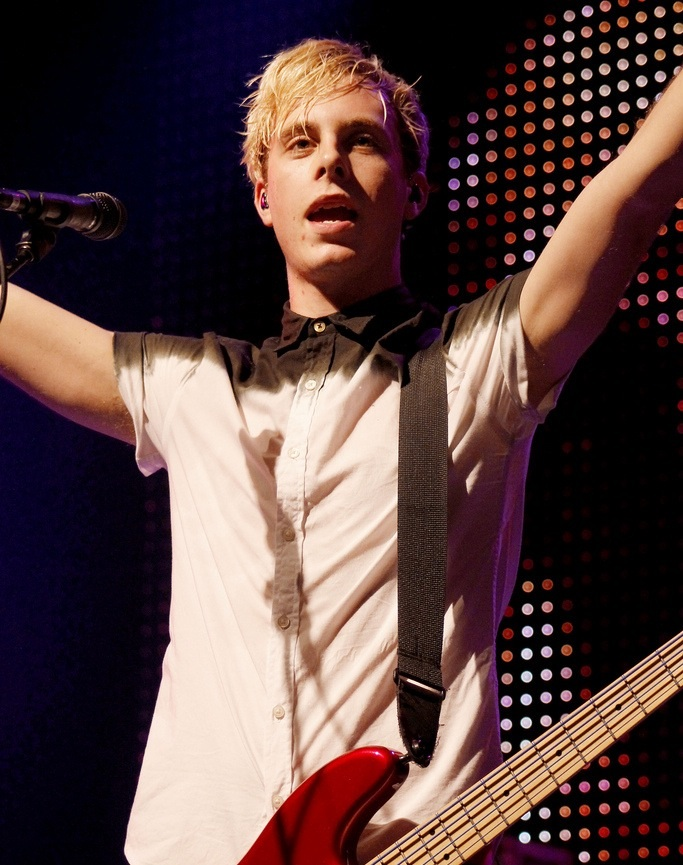
Riker Lynch (2013)

Riker Anthony Lynch (Littleton, 8 november 1991) is een Amerikaans singer-songwriter, acteur en danser.
Lynch verkreeg bekendheid door zijn optreden in de Amerikaanse televisieserie Glee, waarin hij de rol van Jeff vertolkt. Hij vormt samen met zijn broers, zijn zus en hun vriend Ellington Ratliff de band R5. Ook doet hij mee aan Dancing with the stars (seizoen 20) met Allison Holker.
In 2022 vertegenwoordigde Lynch zijn geboortestaat Colorado op het eerste American Song Contest. Hij trad aan met het lied Feel the love. Nadat hij zijn voorronde en halve finale overleefde, nam hij deel aan de finale. Hierin eindigde hij op de tweede plaats, op ruim 200 punten van winnaar AleXa uit Oklahoma.
- Library of Congress Control Number: n2015049012
- MusicBrainz: b903aef2-943a-4d5b-86ad-cdb8b22fb096
- Virtual International Authority File: 317284076
- WorldCat: E39PBJhX8wFYdmxk4PQCW8FBT3